# يوناس كون
يوناس كون (بالألمانية: Jonas Kühn)‏ هو لاعب كرة قدم ألماني، ولد في 20 مارس 2002 في بلاوين في ألمانيا. لعب مع دينامو درسدن.

## وصلات خارجية
- يوناس كون على موقع قاعدة بيانات كرة القدم.إي يو (الإنجليزية)
- يوناس كون على موقع Soccerway.com (الإنجليزية)
- يوناس كون على موقع عالم كرة القدم.نت (الإنجليزية)